# Гмиря Борис Романович

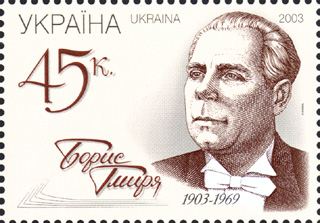
На вітчизняній марці

Бори́с Рома́нович Гми́ря (23 липня [5 серпня] 1903 Лебедин, Харківська губернія — 1 серпня 1969, Київ)  — український оперний і камерний співак (бас). Народний артист СРСР (1951), лауреат Сталінської премії (1952).

## Життєпис
Народився 1903 року в Лебедині (нині Сумська область, Україна) в бідній, багатодітній родині. Батько був майстром складати печі, мати — швачкою.
У 11 років, після закінчення початкової школи, іде працювати. Був підсобником у батька на будівництві, хлопчиком на побігеньках у суді, чорноробом на суднобудівному заводі і вантажником — у Севастополі, матросом і кочегаром на торгівельних пароплавах.
Під час Голодомору 1932—1933 років померли батько та сестра Гмирі, а матір співак дивом врятував.
У 1930 році вступив до Харківського інженерно-будівельного інституту, який закінчив з відзнакою у 1935 році.
У 1935—1936 роках — аспірант Харківського науково-дослідного інституту споруд. Встиг написати наукову статтю.
На четвертому курсі Гмирю запросили на прослуховування до консерваторії. Гмиря, як виняток, отримав право навчатися у двох вузах одночасно.

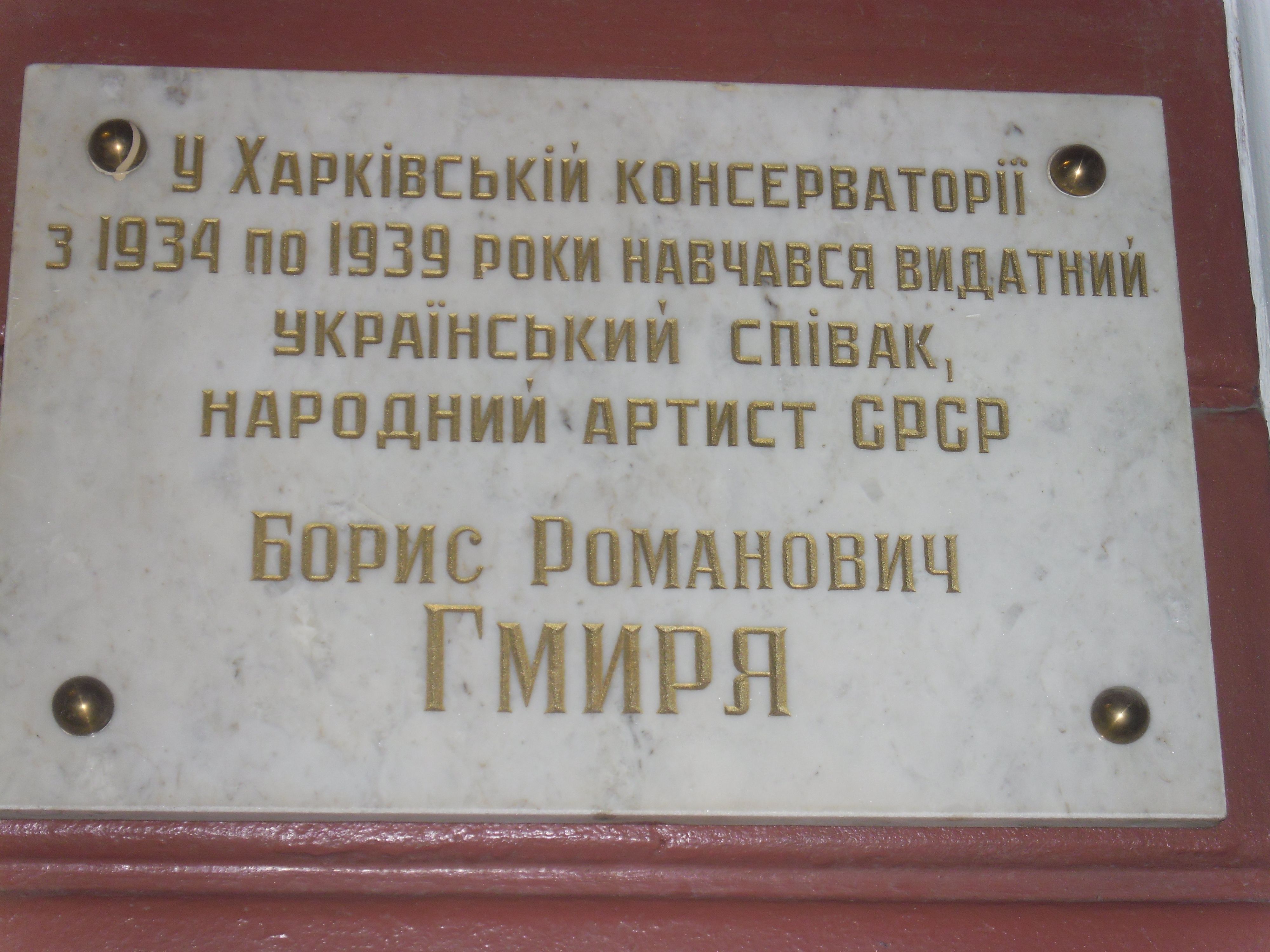
Меморіальна дошка в Харківському університеті мистецтв

У 1939 році теж з відзнакою закінчив Харківську консерваторію. Навчався вокалу у відомого педагога Павла Голубєва, учня славнозвісного Федеріко Бугамеллі. Водночас (від 1936) став виступати на сцені Харківського оперного театру.
У 1939—1957 роках працював у Київському театрі опери та балету (з перервою). Від 19 вересня 1943 до 1 червня 1944 року працював у Кам'янці-Подільському: спочатку в переведеному сюди німцями Полтавському музично-драматичному театрі, а після приходу Червоної армії — у міському музично-драматичному театрі.
У 1962 році до Бориса Гмирі звертався Д. Шостакович з проханням заспівати на прем'єрі його 13-ї симфонії, проте Б. Гмиря відмовився, остерігаючись осуду партійних керівників.

Надгробок Бориса Гмирі

Помер Борис Гмиря 1 серпня 1969 року. Похований на Байковому цвинтарі в Києві (ділянка № 1). В 1979 році встановлено надгробок (граніт; скульптор Ксанфій Кузнецов, архітектор Василь Гнєздилов за кошт дружини Гмирі Віри Августівни (ЦК КПУ відмовило у виділенні з держбюджету необхідної суми коштів).

## Характеристика
Мав голос широкого діапазону, безмежних виражальних можливостей, м'якого, красивого тембру; Є співаком високої вокальної культури, неперевершеним виконавцем українських, російських та західних романсів. Гастролював за кордоном, але тільки в країнах колишнього соцтабору. До розвинутих країн співака радянська влада не випускала через виступи Б. Гмирі перед німцями на окупованій території під час війни. Працюючи в Київському оперному театрі, співак зазнавав постійних утисків. Замість басових партій йому доручали виконувати партії для баритона та тенора. Врешті-решт, його змусили взагалі залишити Київський оперний. До кінця життя співак концертував.
На гастролях часто виконував українські народні пісні та твори на вірші Т. Г. Шевченка. Зокрема, в Китаї чотири рази виконував на біс «Реве та стогне Дніпр широкий». На одній із пресконференцій в Шанхаї Гмиря поцікавився, чому китайським слухачам так сподобалася саме ця пісня і почув вражаючу відповідь: «В цій пісні Ви не тільки образно й барвисто передали красу вашого краю, а й поетичну душу українського народу, злиту воєдино з чудовою природою України». Концерти на вірші Т. Г. Шевченка Гмиря виконував у Москві, Ленінграді, Ризі, Празі та у інших містах і селах України. Саме в Росії звучали «Учітеся, брати мої», «Зацвіла в долині», «Така її доля», «Думи мої», «Гей, літа орел», «Мені однаково» (цей твір для І. С. Козловського, який жив у Москві для нього був політично небезпечним) і так всі 24 твори «Кобзаря».
Сенченко Л. І., професор, 1998.
|  | З вражаючою драматичною силою звучала у Бориса Гмирі фраза: «В Україну ідіть, діти.., а я тут загину». В ласкаве і широке «а» у слові «Україну» співак вкладав усю свою національну свідомість і любов до Батьківщини. Буква «и» в слові «загину» вимовлялась ним глибоко-густим тембром і трагічним тоном. Всі, кому пощастило слухати мистецтво Бориса Гмирі, не могли не дивуватися легкості (і це у баса), пружності та еластичності артикуляції, виразності роботи губ, язика, дихання, що були завжди в ідеальному співвідношенні. Під час співу робота органів мови у Гмирі була природною і технічно бездоганною, він без жодних зусиль «говорив-співав» у різних ситуаціях. |

Нестеренко Є. Є., російський співак, 1980:
|  | Я був на концерті, в Ленінграді, в якому Гмиря виконував твори Тараса Григоровича. В якийсь момент виходить не ведуча, а сам Борис Романович і своїм м'яким, оксамитовим голосом оголошує «Думи мої, думи мої» з коментарем: «Цей вірш Тарас Шевченко написав тут, у Петербурзі, в 1839 році. В ньому він з надзвичайною силою виразив свою любов і тугу за рідною Україною, і свою безнадійність знову побувати в рідних місцях».А потім полилася ця туга і безнадійність так, що зал плакав, а я повік не забуду це виконання Гмирею. Потім я купив платівку і безперестанку слухав його Шевченкові «Думи». Так Шевченкові твори більше ніхто не виконував, та навряд чи коли-небудь і виконає. |

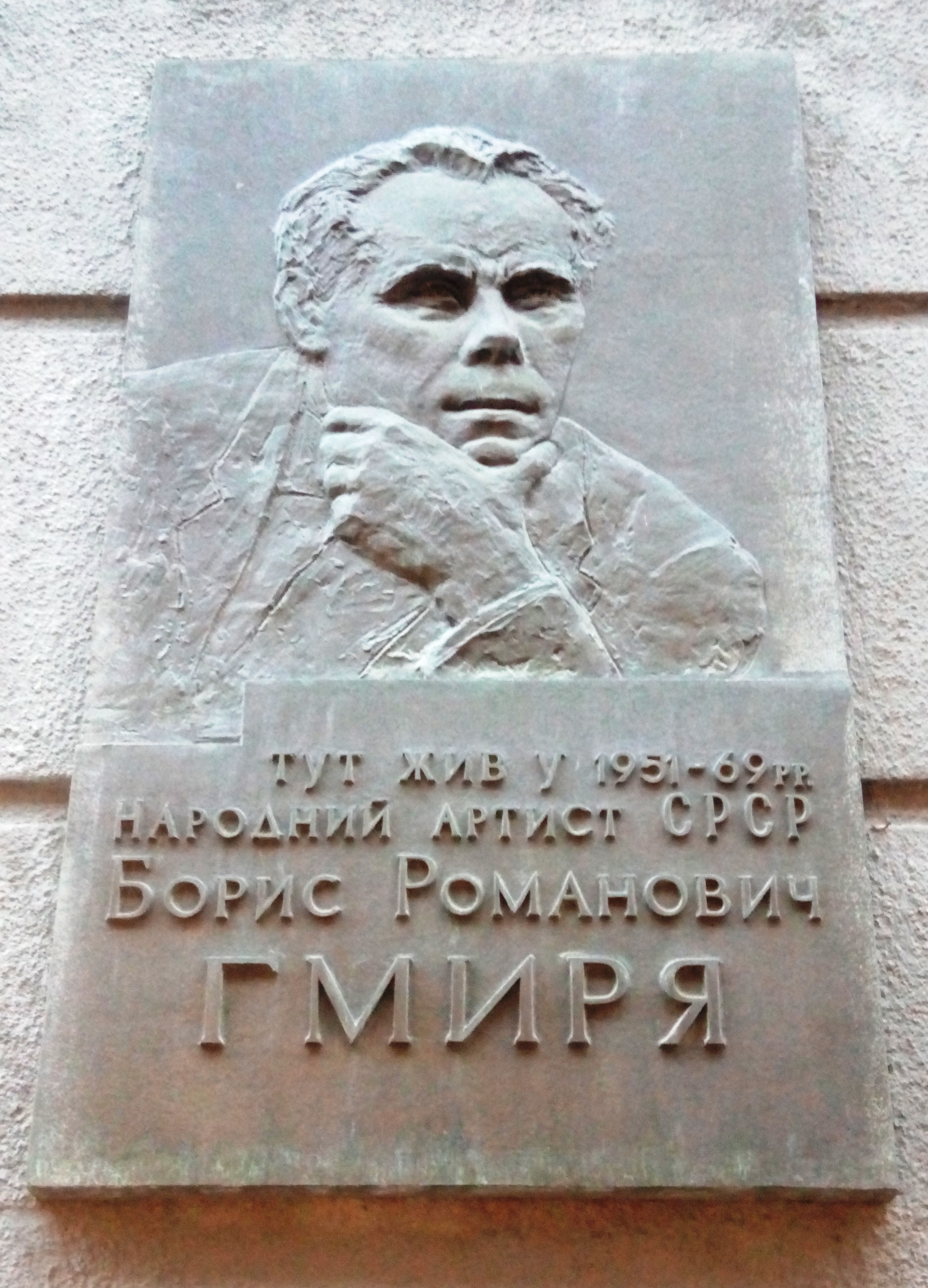
Меморіальна дошка Борису Гмирі на вулиці Хрещатик 15 в Києві

Гмиря не уявляв свого життя і творчості за межами України — не спокусився на неймовірно вигідні пропозиції жити і працювати в Москві, Ленінграді, Парижі чи Нью-Йорку. І на це звертали і звертають увагу видатні діячі культури.
Давид Бухін, диригент симфонічного оркестру, Санкт-Петербург, 1998 рік:
|  | Проживи свой яркий век Борис Гмыря в отдельно взятой европейской, пусть маленькой, стране, он стал бы святым еще при жизни. Да и была бы она куда дольше и счастливей. Но, правда, вопрос — пелось ли бы так этому редчайшему человеку? Ведь партитурой ему стала страшная и щемящая история украинцев, мирового народа, родившего его на страдания и память о себе. Гмыря-гигант, бездна. Он послан Украине, как национальная идея. Счастье, что у Бориса Романовича есть духовная дочь Ганна Принц… |

У власному перекладі з французької і німецької мов українською виконував «Елегію» Ж. Масне і «Серенаду» Ф. Шуберта. Коли його питали, чи можливо виконувати світову класику українською мовою відповідав: «Не тільки можливо, а й треба. Мова українська, як й італійська, вокально та милозвучно стоїть на першому місці у світі…»
Мріяв про українські варіанти «Зимової подорожі» Ф. Шуберта, всіх творів на музику П. Чайковського. З цього приводу звертався до відомих українських поетів В. Сосюри, О. Новицького, І. Пучка та ін., але всі їхні переклади забракував, а самому здійснити це забракло часу — він раптово помер.
Його учнями себе вважають М. Гяуров, М. Гюзелєв, Є. Нестеренко та інші.
ЮНЕСКО в своєму Посланні від 11.09.2003 р. констатувало: «…Гмиря відомий як „Борис Великий“ і його величний бас визнаний як унікальний феномен, що належить не лише Україні, а й світовій культурі в цілому. …Його філософські та епістолярні праці також становлять велику цінність для світової культури…».

## Репертуар
- Понад 600 камерних творів:
  - 300 українських народних пісень і романсів
  - 204 російських народних пісень і романсів. На знамениті концерти і вистави Гмирі в Москві артисти МХАТу «шли слушать изумительную русскую речь Гмыри»
  - понад 100 західних пісень і романсів
- 44 оперні партії української, російської та західної класики.
- 85 фрагментів із вокально-сценічних і симфонічних творів.
- 30 трансляційних концертів.
- 24 твори на вірші Т. Г. Шевченка. Гмиря — перший, і до того часу єдиний співак, який підготував цілу концертну програму з музичних творів на вірші Т.Шевченка і виконав її у найкращих концертних залах колишнього СРСР, за кордоном та записав на платівки. У 2000 році Фондом Гмирі випущений CD «Борис Гмиря Великому Кобзареві», а в 2011 — його перевидано і доповнено під назвою «Борис Гмиря. Великий Кобзар у серці моїм».
- Знявся в фільмі-опері «Наймичка» (Трохим, 1964 р.).

### Основні партії
- Тарас Бульба («Тарас Бульба» Миколи Лисенка).
- Трохим («Наймичка» Михайла Вериківського).
- Максим Кривоніс («Богдан Хмельницький»Данькевич Костянтин Федорович).
- Рущак («Мілана» Майборода Георгій Іларіонович).
- Султан («Запорожець за Дунаєм» Гулак-Артемовський Семен Степанович).
- Цар Борис («Борис Годунов» Мусоргський Модест Петрович).
- Сусанін («Іван Сусанін» («Життя за царя») Михайла Глінки).
- Мельник («Русалка» Олександра Даргомижського).
- Мефістофель («Фауст» Шарля Гуно).
- Нілаканта («Лакме» Деліб Лео).
- Дон Базіліо («Севільський цирульник» Джакомо Россіні).

### Вокальні цикли
- «Зимова подорож» Франца Шуберта (24 пісні).
- «Пісні й танці смерті» Модеста Мусоргського (4 твори).
- «Перські пісні» Антона Рубінштейна(12 пісень).
- «П'ятиденка» тв. 98 Дмитра Шостаковича.(5 творів)
- «Серце поета» Едварда Гріга (9 творів).

### Записи
Протягом 1945—1982 рр. в колишньому СРСР (фірма «Мелодія», Москва) було випущено 7 мільярдів платівок із записами Б. Гмирі.
У 80-х роках ХХ ст. фірма «Мелодія» разом із французькою фірмою випускала серію платівок під рубрикою «Из сокровищницы мирового исполнительского искусства», в якій Україну представляв лише Борис Гмиря.
Фондом Бориса Гмирі випущено 15 CD із записами співака. Підготовлені ще 5, а всього буде випущено 45 різноманітних CD-дисків.

## Епістолярна спадщина
- 150 рукописів науково-популярних і мистецьких статей.
- 8 зошитів-щоденників обсягом 1865 сторінок(1939—1969). Опубліковані в 2010, обсяг 890 стор.
- 7 тисяч листів в яких і Гмиря і шанувальники роздумовують над значенням і призначенням високого класичного мистецтва в духовному розвитку людини, суспільства
- 3,5 тис. офіційних, творчих та протестних листів. Сьогодні — це звинувачувальні акти урядовцям та бездарним артистам, режисерам і «колегам», які жорстоко й підло цькували генія, що й призвело до передчасної смерті.

|                               |  |  |
| Пам'ятна монета "Борис Гмиря" |  |  |

## Відзнаки
- 1939 — лавреат Всесоюзного конкурсу вокалістів (друга премія).
- 1951 — народний артист СРСР.
- 1952 — лавреат Сталінської премії.
- 1960 року нагороджено орденом Леніна.
- У 1962 році ім'я Бориса Гмирі внесено до престижної Міжнародної енциклопедії «Who is who».

## Пам'ять
З 2004 року в Києві засновано Міжнародний конкурс вокалістів імені Бориса Гмирі. Ім'ям Б. Гмирі названі вулиці в Києві, Бучі, Харкові, Сумах, Чернігові, Алевську. Квартира, в якій жив Б. Гмиря на вулиці Хрещатик, зберігається прижиттєвий інтер'єр, особисті речі, проводяться музичні вечори.
Ім'ям Гмирі названі музичні школи в Дніпрі, Лебедині, Харкові, Полтаві. З іменем Гмирі щорічно відбуваються дитячо-юнацькі фестивалі і конкурси в Дніпрі, Лебедині, Сумах.
У 2003 році до 100-річчя від дня народження співака Національний Банк України випустив ювілейну монету, а Укрпошта — марку і конверти.
2010 року опубліковано унікальне видання «Борис Гмыря. Дневники*Щоденники.1936-1969», упорядник і автор супровідних текстів Г.Принц. Вид-во «Фоліо», Харків, обсяг 55 д.а.
Архівні документи Бориса Гмирі зберігаються у Центральному державному архіві-музеї літератури і мистецтва України (ЦДАМЛМ України). Документи особового фонду Бориса Гмирі № 443 були передані до ЦДАМЛМ України ним особисто 31 травня 1968 р. та у 1980-х рр. його дружиною Вірою Гмирею-Нові. Фонд налічує 64 од. зб. у складі 1 опису за 1920—1980 рр. Документи фонду всебічно репрезентують творчу діяльність Бориса Гмирі як оперного і камерного співака.